# Birger Löwhagen
Karl Aron Birger Löwhagen, född 3 september 1924 i Hallsbergs församling, Närke, död 25 februari 2007 i Limhamns församling, Skåne, var en svensk företagsledare, verkställande direktör för Skanska 1981–1986.

## Fotnoter
1. ↑  Sveriges Dödbok 1901–2009, DVD-ROM, Version 5.00, Sveriges Släktforskarförbund (2010).
2. ↑  Sven-Eric Hersvall (15 mars 2007). ”Vd som låg bakom Skanskas namnbyte”. Sydsvenskan. http://www.sydsvenskan.se/familj/minnesord/vd-som-lag-bakom-skanskas-namnbyte/. Läst 15 december 2012.